# Godzilla tai Megaguirus: G Shōmetsu Sakusen
Godzilla tai Megaguirus: G Shōmetsu Sakusen (ゴジラ × メガギラス G消滅作戦 Gojira tai Megagirasu: Jī Shōmetsu Sakusen?), conocida en occidente como Godzilla vs. Megaguirus, es una película japonesa de género kaiju dirigida por Masaaki Tezuka, escrita por Hiroshi Kashiwabara y Wataru Mimura, producida por Shogo Tomiyama y protagonizada por Misato Tanaka, Shōsuke Tanihara, Yuriko Hoshi, Masatoh Eve y Toshiyuki Nagashima. Producida y distribuida por Tōhō, es la 25ª película de la franquicia de Godzilla y la segunda película de la Era Millennium de la franquicia, así como la 24ª película de Godzilla producida por Tōhō. La película presenta a los monstruos ficticios Godzilla y Megaguirus, interpretados por Tsutomu Kitagawa y Minoru Watanabe, respectivamente.
Godzilla tai Megaguirus, a pesar de presentar el mismo traje de Godzilla que se usó en su predecesora inmediata, Godzilla 2000: Millennium, la película ignora los eventos de la entrega anterior, así como cualquier otra entrada en la franquicia, aparte de la película original de 1954 Godzilla. Godzilla tai Megaguirus se estrenó en el Festival Internacional de Cine de Tokio el 3 de noviembre de 2000 y se estrenó en Japón el 16 de diciembre de 2000.

## Reparto
- Misato Tanaka como Kiriko Tsujimori.
- Shōsuke Tanihara como Hajime Kudo.
- Masatoh Eve como Motohiko Sugiura.
- Yuriko Hoshi como Prof. Yoshino Yoshizawa.
- Toshiyuki Nagashima como Takuji Miyagawa.
- Kōichi Yamadera como Kid's TV Host.
- Tsutomu Kitagawa como Godzilla.
- Minoru Watanabe como Megaguirus.

## Estreno
Godzilla tai Megaguirus se estrenó en Japón el 16 de diciembre de 2000, donde fue distribuida por Tōhō.

## Recepción
Godzilla vs Megaguirus fue lanzado el 16 de diciembre de 2000 con reacciones mixtas. Ed Godziszewski de Monster Zero dijo: "Aunque no es el mejor ejemplo de realización cinematográfica, 'Godzilla vs. Megaguirus' tiene éxito como película entretenida". Miles Imhoff de Toho Kingdom dijo: "Común, mediocre y estéril son las tres palabras que mejor describe Godzilla vs. Megaguirus. Es una película que intenta ser creativa y vanguardista, pero de alguna manera falla, dejando a uno con la inutilidad de querer realmente disfrutar la película".
Stomp Tokyo dijo que "la música es bastante buena", pero "esta película no es un paso adelante en la forma en que realmente debería ser". Mike Bogue de American Kaiju dijo: "Aunque no es lo mejor de las películas posteriores a Showa Godzilla, ' 'Godzilla vs. Megaguirus es uno de los más entretenidos". Ian Jane de DVD Talk dijo: "Si bien no es la mejor entrega de la serie Godzilla, 'Godzilla vs. Megaguirus'... [sigue] siendo una entrega realmente sólida con algunos efectos especiales geniales y un final de Monster Mash muy memorable".
Matt Paprocki, de Blog Critics, calificó la película como "un verdadero clásico de la serie" y agregó: "Es imposible no entretenerse un poco, ya sea que esté buscando valor real o acción seria de monstruos gigantes. Esta tiene todo lo que se requiere de el [kaiju] género". Andrew Pragasam de The Spinning Image calificó la película como una "extravagancia de cómic defectuosa pero entretenida" que "solo se presenta parcialmente como una epopeya de monstruos slam-bang" y sufre de "falta de personajes agradables".